# タニヤ・シュテーブナー
タニヤ・シュテーブナー（ドイツ語: Tanya Stewner、1974年 - ）は、ドイツ連邦ノルトライン＝ヴェストファーレン州ヴッパータール市の小説家・児童文学作家。代表作は『動物と話せる少女リリアーネ』シリーズ。

## 略歴
10歳の時に作家になる夢を抱き、文章の執筆を始める。が、中学校卒業後、学業に専念するため、一時的に執筆活動を断念。大学において英文学・ドイツ文学の研究者として勉学に励む。
1996年から1998年までの間、ノースロンドン大学（現在のロンドン・メトロポリタン大学ノースキャンパス）に留学。その間に出版社の作家育成における指導の下、短編『Das Lied der Träumerin』を上梓。2002年に卒業論文を終えて作家活動への専念を決意する。
2003年に最初の代表作となる『動物と話せる少女リリアーネ』のシリーズ第1作を上梓、2007年にS.フィッシャー出版より出版されて本格的に作家としてデビューする。2011年には次シリーズとなる「妖精の森シリーズ」第1作『フローラとパウラと妖精の森』を上梓。現代ドイツ児童文学における新鋭作家として活動している。
日本においては2010年に『動物と話せる少女リリアーネ』が学研教育出版より刊行。以降、同出版社よりシリーズ作品が刊行され続けている。

## 作品
現時点において全著作において、日本における出版は学研教育出版（2011年10月までは学習研究社）より行われ、翻訳は中村智子（なかむら ともこ）が担当している。

### 動物と話せる少女リリアーネ
シリーズタイトルの原題は「Liliane Susewind. 」である。全書物においてタイトルは「動物と話せる少女リリアーネ」と共通であり単巻の区別はサブタイトルでなされている。なお日本では本編と『スペシャル』が存在するが『スペシャル』は日本向けに再編集されたファンムック（設定解説資料集）を兼ねた番外編の短編集であるため、書籍としての原題は存在しない。

### 妖精の森シリーズ
現時点においては全書物においてタイトルは「フローラとパウラと妖精の森」と共通であるため、本節ではサブタイトルのみを記す。挿絵イラストは戸部淑が担当。なお出版社広報では「フローラシリーズ」と表記される事もあるが、この表記では同じく学研教育出版より発刊されている南房秀久作の同タイトルシリーズ作と紛らわしいため、本項目においては「妖精の森」をシリーズタイトルとみなす。
1. 妖精たちが大さわぎ！ ISBN 978-4-052-03856-3（2014年2月18日初版発行、学研教育出版）
2. 美しいフェアリーは危険!? ISBN 978-4-052-04020-7（2014年7月22日初版発行、学研教育出版）
3. 友だちの名前はユニコーン！ ISBN 978-4-052-04066-5（2014年11月18日初版発行、学研教育出版）